# Concordia Inter Nos

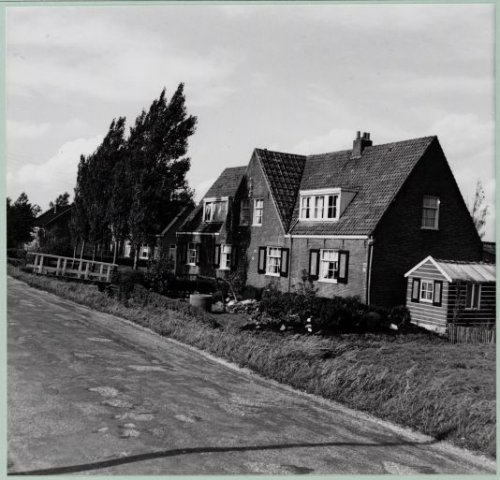
Arbeiderswoningen anno 1921 van Concordia Inter Nos aan de Osdorperweg.

Concordia Inter Nos was een woningbouwvereniging die aan het begin van de 20e eeuw werd opgericht in de voormalige gemeente Sloten om in Osdorp betaalbare en degelijke arbeiderswoningen te bouwen voor veenarbeiders en landarbeiders. Het woningbezit werd in 1958 overgedragen aan de gemeente Amsterdam, waarna de vereniging werd geliquideerd.

## Sociale woningbouw
Sociale woningbouw leek landelijk mogelijk geworden door invoering van de Woningwet in 1902. Sindsdien konden erkende instellingen die uitsluitend in het belang van de volkshuisvesting werkzaam waren, aanspraak maken op financiële steun van de rijksoverheid voor de bouw van woningwetwoningen. In vele gemeenten werden verenigingen opgericht om aanspraak te kunnen maken op deze rijksvoorschotten. Bij Koninklijk Besluit werd de vereniging op 14 maart 1919 toegelaten in de zin van de Woningwet. De vereniging Concordia Inter Nos maakte plannen voor de bouw van 28 woningen aan de Osdorperweg, verspreid over zeven blokken van vier arbeiderswoningen. Het Rijk verleende hiervoor een voorschot van 12.000 gulden voor de grond en een van 170.000 gulden voor de bouw. In 1921 werden de woningen opgeleverd en waren ze gereed voor de verhuur. Inmiddels was de gemeente Sloten op 1 januari van dat jaar geannexeerd door de gemeente Amsterdam.

## Verkoop

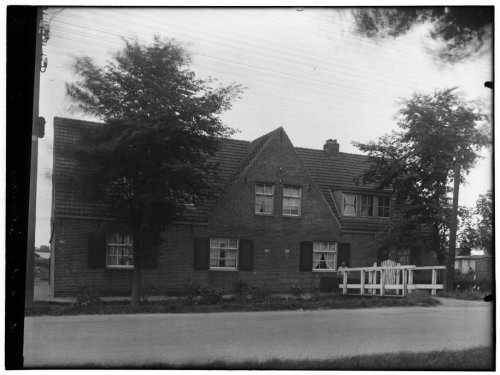
Arbeiderswoningen van Concordia Inter Nos

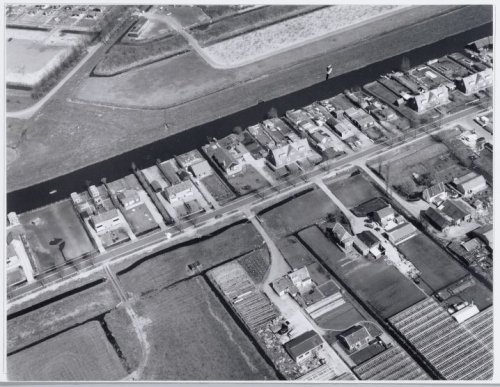
Luchtfoto Osdorperweg

Woningbouwvereeniging Concordia Inter Nos beheerde en exploiteerde slechts 28 woningen in Osdorp. De veenderswoningen waren niet groter dan circa 76 m², en beschikten niet over een doucheruimte. Toen de bestuursleden van de kleine woningbouwvereniging medio jaren 50 worstelden met allerlei beheersproblemen, bleek dit voor het bestuur aanleiding om de woningen aan te bieden aan de Gemeentelijke Woningdienst Amsterdam. In 1958 kreeg dit zijn beslag.

## Renovatie
In 1985 startten gesprekken tussen de bewonerscommissie en het Woningbedrijf Westelijke Tuinsteden over een verbeteringsprogramma voor de woningen. De bewoners wilden niet akkoord gaan met de huurverhoging die uit het plan voortvloeide. Vervolgens werd overgestapt op een plan voor groot onderhoud, dat een tekort opleverde van 250.000 gulden, waar het gemeentebestuur desalniettemin in 1987 mee instemde. Tijdens de verdere uitwerking van het plan werd de fundering van de woningen nader onderzocht. Uit dit onderzoek bleek dat deze was verrot; de woningen rustten niet of nauwelijks meer op de palen. Herstel van de fundering maakte de totale verbouwkosten te hoog.

## Terugkeer
Deze stijging kon niet in de huren worden doorberekend. Bovendien werd renovatie dan duurder dan vervangende nieuwbouw, en zou in dat geval voor alle bewoners herplaatsing noodzakelijk zijn. Na de nodige discussie en bemiddeling tussen het Woningbedrijf en de huurders gingen de bewoners akkoord met sloop en vervangende nieuwbouw, mits zij allemaal konden terugkeren in de nieuwe woningen op deze plek.

## Sloop en nieuwbouw
Na sloop van de 28 woningen werden in 1991 in totaal 28 woningen teruggebouwd aan de Osdorperweg: 24 woningen met stadsvernieuwingshuren en vier premie-A koopwoningen. De bewoners en de stadsdeelraad Osdorp konden zich hiermee verenigen. In verband met de aanleg van de Westrandweg kon één blokje van vier woningen niet op dezelfde plaats worden teruggebouwd. Daarom werd dit blokje op een nog onbebouwde kavel iets noordelijker hiervan teruggebouwd, nl. de koopwoningen met de huisnummers 900 t/m 906.

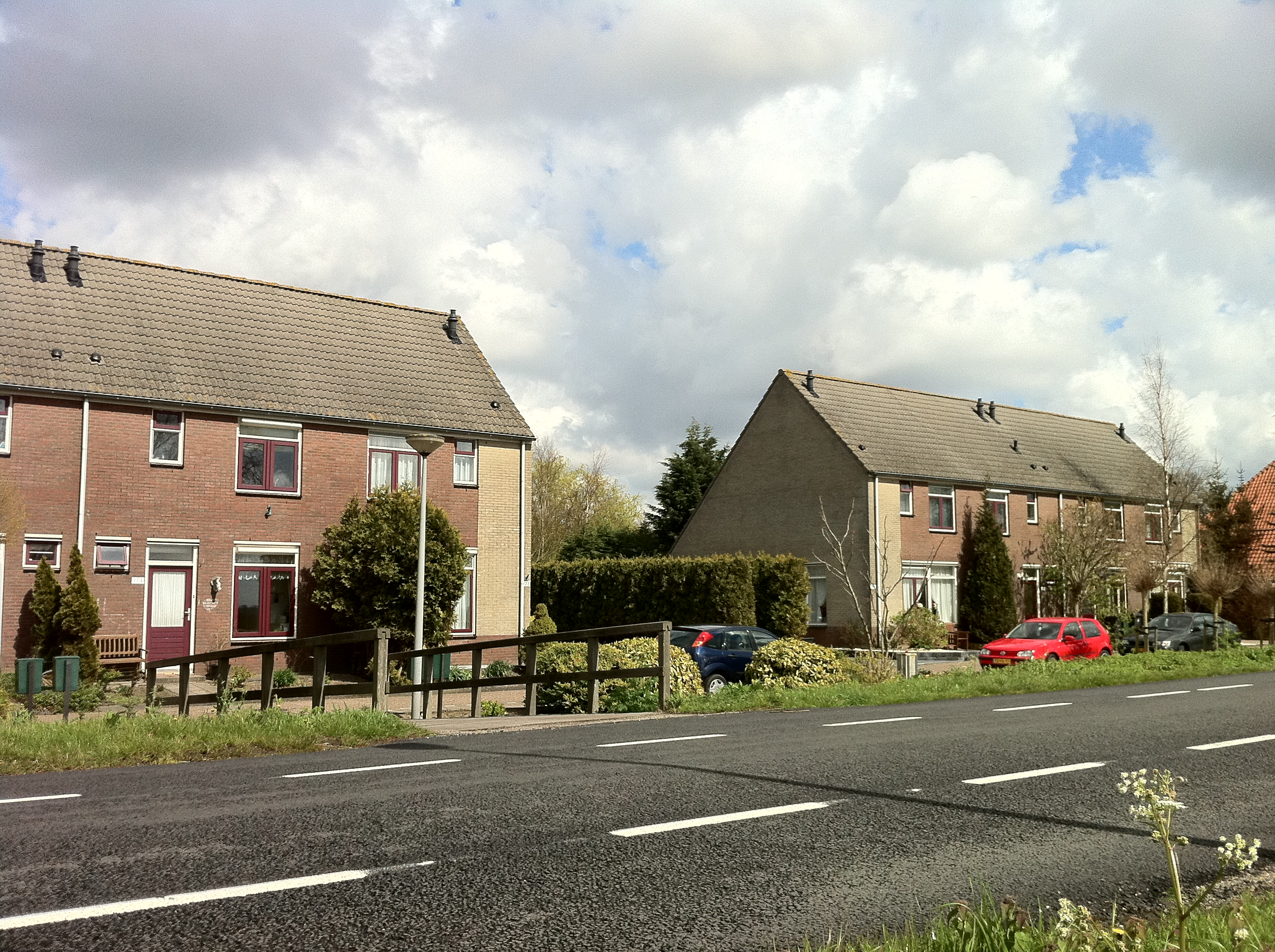
Nieuwbouw uit 1990
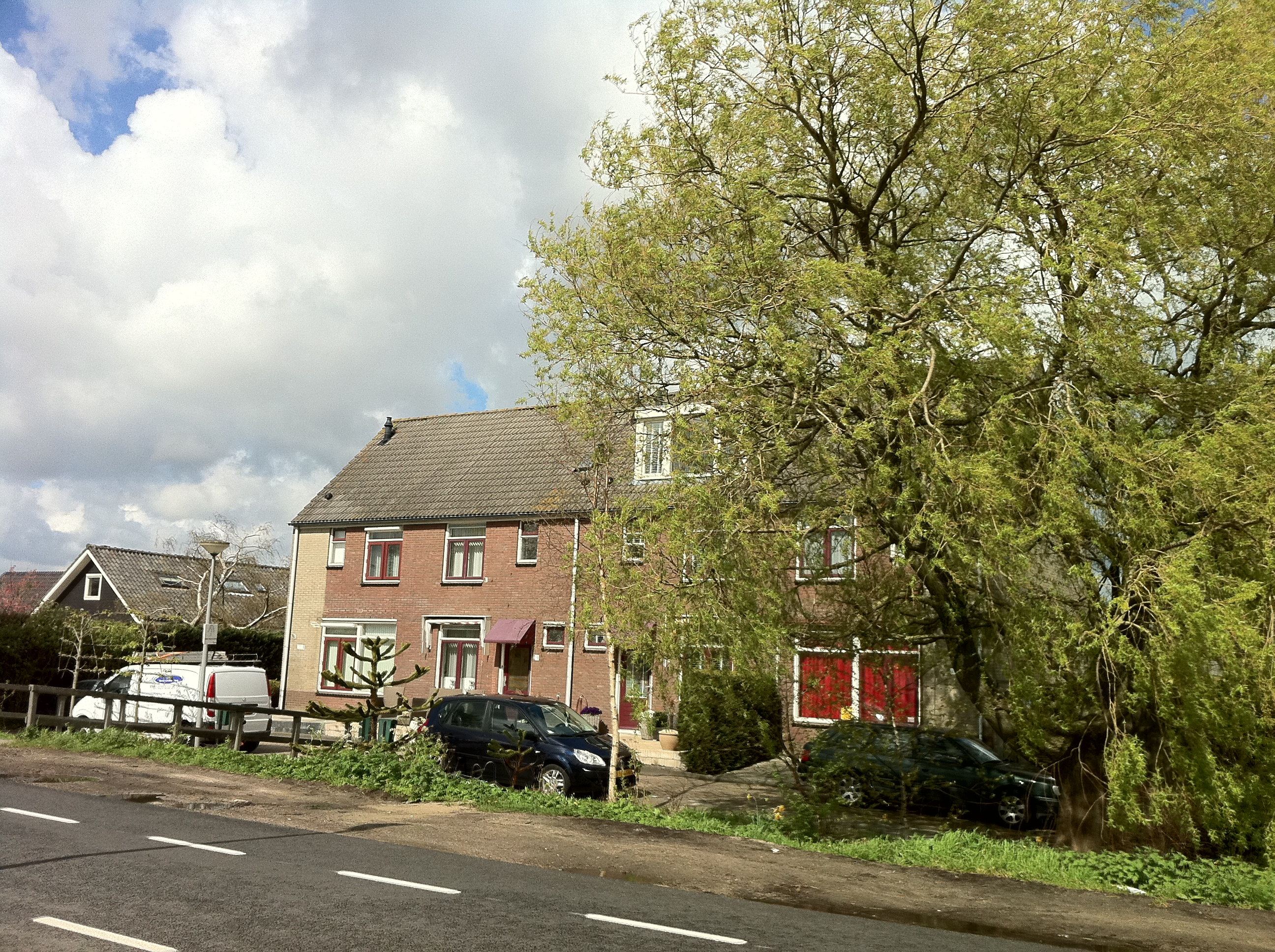
Sociale huurwoningen
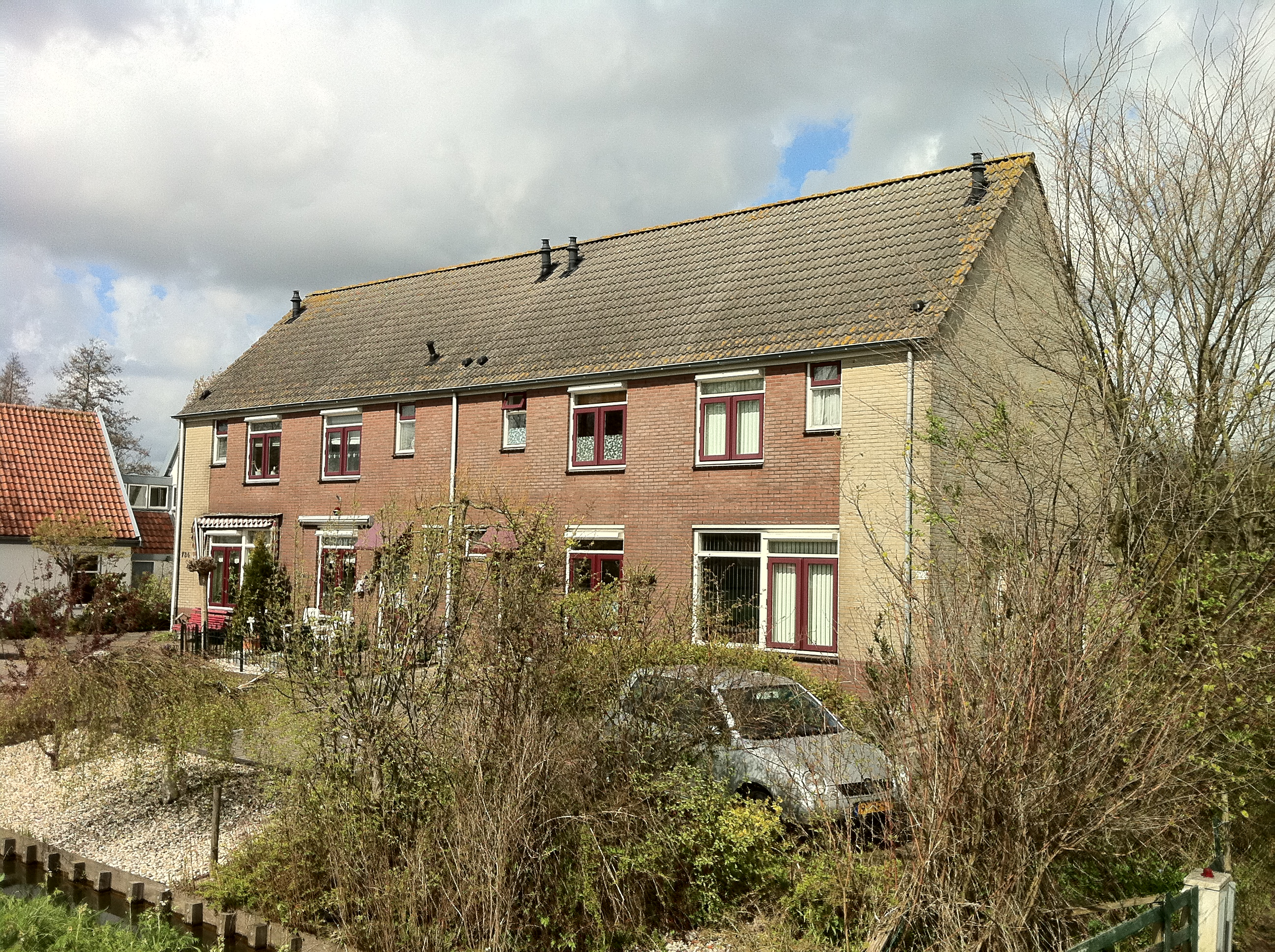
Langs de Osdorperweg
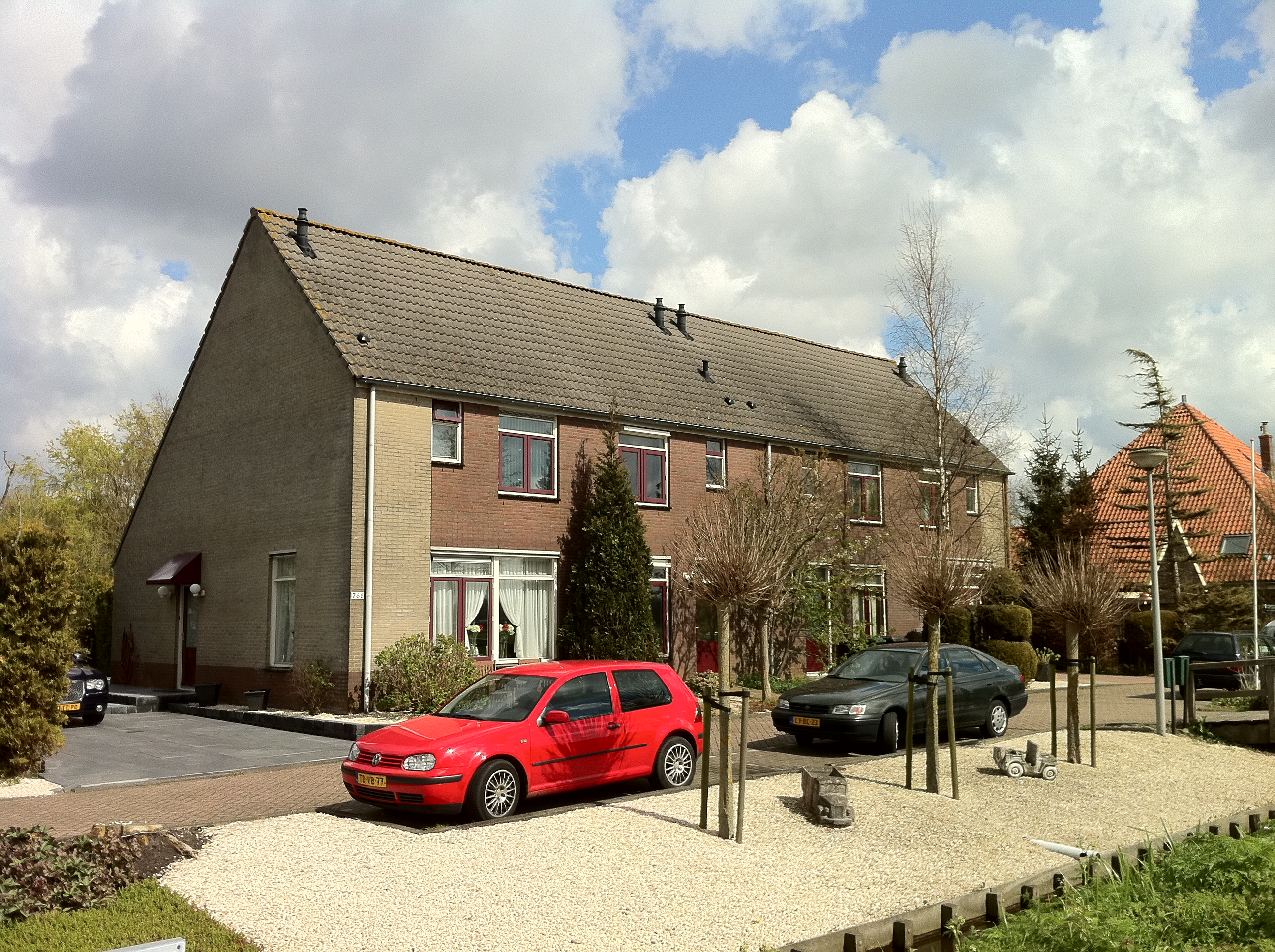
van woningcorporatie Ymere

## Woningcorporatie
Het Gemeentelijk Woningbedrijf Amsterdam werd in 1994 geprivatiseerd in de Stichting Het Woningbedrijf Amsterdam. Tussen 2004 en 2014 fuseerde deze stichting met woningcorporaties in Amsterdam, Almere, Haarlem, Haarlemmermeer, Noord-Kennemerland en Weesp tot de huidige Stichting Ymere, waardoor een van de grootste woningcorporaties van Nederland ontstond. De woningen op deze plek werden daardoor sindsdien verhuurd door deze woningcorporatie. Enkele huurwoningen zijn inmiddels verkocht.